# Lê Văn Đệ (họa sĩ)
Lê Văn Đệ (1906-1966) là một họa sĩ Ông là thủ khoa khóa I trường Cao đẳng Mỹ thuật Đông Dương năm 1930 và cũng là Giám đốc đầu tiên của trường Quốc gia Cao đẳng Mỹ thuật Sài Gòn (1954-1966). Ông là người chịu trách nhiệm trang trí cho lễ đài tại Quảng trường Ba Đình ngày 2 tháng 9 năm 1945.

## Thân thế
Họa sĩ Lê Văn Đệ sinh ngày 24 tháng 8 năm 1906, tại Mỏ Cày, tỉnh Bến Tre, trong một gia đình khá giả. Cha của ông là ông Lê Quang Hòe, cai tổng Minh Đạt, hàm Tri huyện, xuất thân là một nhà nho và là một nhà Đông y có tiếng. Lê Văn Đệ là người con thứ 10 trong gia đình 13 anh chị em.
Xuất thân từ gia đình Nho giáo, ông được thừa hưởng một nền giáo dục chu đáo . Lúc nhỏ, ông học trường tiểu học ở quê nhà. Sau khi tốt nghiệp tiểu học, do điều kiện gia đình, ông được cho lên Sài Gòn, theo học tại trường Trung học Lasan Taberd.

## Bước vào sự nghiệp hội họa
Ông ham thích nghệ thuật hội họa từ nhỏ. Thời học trung học, ông đã được bạn bè ngợi ca về tài vẽ nhanh và đẹp. Mỗi ngày sau khi tan học, ông đến học vẽ với họa sĩ Huỳnh Đình Tựu.
Sau khi đậu bằng Cao đẳng Sơ học (Brevet Élementaire), gia đình khuyến khích ông ra Hà Nội học trường Luật hoặc trường Thuốc như phong trào thời bấy giờ, tuy nhiên ông thể hiện ý nguyện theo học ngành Mỹ thuật. Năm 1925, ông thi vào Trường Cao đẳng Mỹ thuật Đông Dương (École Supérieure des Beaux Arts de l'Indochine) tại Hà Nội và là một trong số 8 học sinh nhập học khóa đầu tiên của trường.
Trong những năm theo học ở Trường Cao đẳng Mỹ thuật Đông Dương, ông luôn được xếp vào hạng sinh viên xuất sắc của trường. Năm 1930, ông tốt nghiệp thủ khoa. Sở trường của ông là tranh lụa, tranh sơn dầu và bích họa với khuynh hướng tân cổ điển. 

## Vinh danh ở nước ngoài
Năm 1931, ông nhận được học bổng của hội SAMPIC sang Pháp theo học trường Quốc gia Cao đẳng Mỹ thuật Pháp (École Nationale Supérieure des Beaux Arts) tại Paris, dưới sự hướng dẫn của giáo sư J.Pierre Laurence về vẽ tranh sơn dầu. Trong thời gian học tại Paris, nhiều tác phẩm của ông đã gây được sự chú ý trong giới nghệ thuật. Năm 1933, ông đoạt được giải nhì cho hội họa do Hội Nghệ sĩ quốc gia Pháp tổ chức với 3 tác phẩm Bà thầy bói, Trên sân ga Montparnasse, Thiếu nữ điểm trang. Tranh ông được chọn triển lãm tại phòng số 1 - một gian phòng dành cho những tài năng xuất sắc chọn từ 5.000 họa sĩ các nước. Có hơn 40 tờ báo Pháp lúc bấy giờ đã đề cập đến tác phẩm của ông (theo Đông Dương tuần báo). Trong cuộc triển lãm Nghệ sĩ quốc gia Pháp năm 1934, Bộ Văn hóa Pháp đã chọn mua ngay một bức tranh "Trong gia đình" của ông để treo ở Bảo tàng Mỹ thuật Luxembourg.
Với thành tích này, ông được nhận tiếp một học bổng đi tu nghiệp thêm về hội họa tại Roma (Ý) và Athena (Hy Lạp). Năm 1936, ông được Giám mục Celso-Costantins, Thư ký Bộ Truyền giáo Vatican rửa tội với tên thánh Celso-Léon Lê văn Đệ. Cũng trong năm này, tại cuộc Triển lãm Báo chí Công giáo Thế giới (World Catholic Press Exhibition) được tổ chức tại Rome, với sự tham gia của nhiều nghệ sĩ nổi tiếng của 30 quốc gia trên thế giới, cùng với danh họa Bouleau (Pháp), tác phẩm của Lê Văn Đệ được tặng giải nhất (1st prize). Hai bức bích họa (fresco) tựa là Thánh mẫu nhân từ (Mater amabilis) và Thánh nữ Madeleine dưới chân thánh giá được đưa vào lưu trữ viện Bảo tàng Vatican. Ông được Tòa Thánh La Mã bổ làm họa sĩ cho Tòa Thánh và được mời phụ trách một nhóm 11 kỹ sư và 20 họa sĩ làm nhiệm vụ vẽ, chạm trổ, trang hoàng trong điện Vatican. Công trình do ông chỉ đạo thực hiện đã được báo chí Ý và nhiều nước đánh giá cao.

## Góp sức với nền hội họa nước nhà
Năm 1938, ông trở về nước, vừa sáng tác vừa tiếp tục nghiên cứu hội họa dân tộc và các nền hội họa phương Đông. Bức tranh "Thiếu nữ ngủ ngày" của ông là một tác phẩm nổi tiếng thời bấy giờ .
Năm 1942, ông quy tụ các họa sĩ tài danh lúc bấy giờ, lập ra nhóm Nghệ thuật An Nam (F.A.R.T.A - Foyer de l'Art Annamites), tổ chức nhiều triển lãm gây tiếng vang lớn, với những tác phẩm đi vào lòng người như: bức tranh lụa "Rèm thưa", "Mẫu Tử"... tại Hội chợ Triển lãm Mỹ thuật Quốc tế lần I ở vườn Tao Đàn Sài Gòn. Nhiều họa sĩ đàn em của ông cũng sinh hoạt tại đây như Nguyễn Gia Trí, Tô Ngọc Vân, Trần Văn Cẩn.
Sau Chiến tranh thế giới thứ hai, ông về Sài Gòn sinh hoạt với Trung tâm Nghệ thuật Việt Nam, mà tiền thân chính là Nhóm Nghệ thuật An Nam do ông sáng lập. Năm 1945, ông trang trí lễ đài trong lễ Tuyên ngôn độc lập của Việt Nam Dân chủ Cộng hoà.

## Sự nghiệp đào tạo
Với sự thành lập Trường Quốc gia Cao đẳng Mỹ thuật Sài Gòn năm 1954, ông được chính phủ Việt Nam Cộng hòa bổ làm giám đốc trường cho đến năm 1966 khi ông mất. Trường này đã đào tạo nhiều họa sĩ danh tiếng ở Miền Nam như Lê Thành Nhơn và Đỗ Quang Em.
Ông qua đời ngày 16 tháng 3 năm 1966 tại Sài Gòn. Để vinh danh và tưởng nhớ đóng góp của ông, năm 1973, trường Cao đẳng Mỹ thuật Sài Gòn cho dựng bức tượng chân dung đặt ở sân trường do điêu khắc gia Lê Thành Nhơn thực hiện. Sau năm 1975, bức tượng đã bị dỡ đi, tuy nhiên vẫn được lưu giữ tại Bảo tàng Mỹ thuật Thành phố Hồ Chí Minh cho đến ngày nay.